# Institut de génétique et de biologie moléculaire et cellulaire
L'Institut de génétique et de biologie moléculaire et cellulaire (IGBMC) est un institut de recherches biomédicales situé sur le campus d'Illkirch (à Illkirch-Graffenstaden dans la communauté urbaine de Strasbourg) en France. Fondé sous l'impulsion de Pierre Chambon, il est devenu l'un des centres de recherche français les plus reconnus internationalement. C'est une unité mixte de recherche de l'université de Strasbourg, l'Inserm et du CNRS,. L'IGBMC est le laboratoire UMR 7104 du CNRS et l'Unité U 964 pour l'INSERM. L'institut de recherche IGBMC dispose d'un Groupement d'intérêt économique (appartenant au CNRS, INSERM et Université de Strasbourg (pour 1/3 chacun)) : le CERBM (Centre européen de recherche en biologie et en médecine).

## Historique et présentation générale
Fondé en octobre 1994, l'IGBMC est l'un des premiers centres européens de recherche en biomédecine. Il est intégré au Génopole Strasbourg Alsace-Lorraine créé en 1999 par le Ministère de l'Éducation nationale. L'institut est devenu en janvier 2001 une unité mixte de recherche dépendant du CNRS, de l'INSERM et de l'université Louis-Pasteur de Strasbourg, devenu université de Strasbourg depuis 2009.
La vocation de recherche biomédicale de l'institut est internationale avec plus de 45 nationalités représentées parmi ses chercheurs, des collaborations internationales (NIH, HFSP, programmes européens...), l'invitation de plus de 120 conférenciers français et étrangers par an et plus de 220 publications par an dans des journaux à comités de lecture. Sa vocation est également tournée vers la formation en accueillant des thésards et étudiants en master. L'activité de recherche est répartie en quatre départements, six plates-formes techniques et huit services scientifiques, regroupant 120 chercheurs, 130 post-doctorants, 130 thésards, étudiants et visiteurs et 300 ingénieurs, techniciens et agents administratifs. L'IGBMC bénéficie de la proximité immédiate de l'Institut clinique de la souris (ICS), plate-forme destinée à la production et à l'analyse physiologique de souris génétiquement modifiées et qui regroupe une centaine de personnes.
L'IGBMC bénéficie d'un budget annuel de 10 millions d'euros (hors salaires) et développe également des partenariats industriels[réf. nécessaire].
En 2011, l'IGBMC a été lauréat de plusieurs appels à projets lancés dans le cadre des Investissements d'avenir, obtenant un label « Laboratoire d'excellence » (INRT: Integrative biology : Nuclear dynamics, Regenerative and Translational medicine) et 4 Infrastructures en biologie et santé (FRISBI en biologie structurale, PHENOMIN en phénogénomique de la souris, France génomique dans le domaine du séquençage haut débit et INGESTEM pour la réalisation d'une biobanque de cellules souches)[pas clair].

### Identité visuelle (logo)

Logo jusqu'en 2012
Logo depuis l'été 2012

## Champs de recherches
Le domaine principal de recherche de l'IGBMC est l'étude du génome des eucaryotes supérieurs, de son expression génique, du rôle structure-fonction des protéines, et de leur importance dans la compréhension notamment des pathologies humaines tels que les cancers, les myopathies, les maladies monogéniques, et les maladies métaboliques.
L'institut compte quatre départements comprenant chacun plusieurs équipes avec des thèmes de recherche spécifiques :
1. Biologie du développement et cellules souches : la recherche du département porte sur quatre grands axes : le développement du système nerveux, la spécification et le maintien des cellules souches et des cellules germinales, la biologie des épithéliums, les relations entre formation des organes et maladie. Les travaux s'appuient sur l'analyse génétique chez la souris, le poisson-zèbre, la drosophile et le nématode C. elegans pour comprendre la biologie du développement et son implication dans les pathologies humaines.
2. Génomique fonctionnelle et cancer : les objectifs majeurs du département sont l'étude de la dynamique de la chromatine et des approches  épigénétiques ainsi que l’étude du métabolisme de l'ARN, couplées à des techniques de séquençage haut débit et de protéomique dernière génération afin de poursuivre la dissection des mécanismes de régulation de l'expression des gènes dans des situations normales et pathologiques.
3. Médecine translationnelle et neurogénétique : ce département étudie le développement du système nerveux et la régulation de fonctions complexes du cerveau adulte sain et pathologique au niveau moléculaire chez la souris, le poisson-zèbre et la drosophile génétiquement modifiés.
4. Biologie structurale intégrative : les travaux du département portent sur la détermination de structures de protéines et de leurs complexes fonctionnels et l'étude des relations structure-fonction en particulier dans la régulation de l'expression des gènes. Il constitue un centre d'expertise majeur en France combinant la radiocristallographie, la microscopie électronique et la RMN. Ce département a entre autres permis l'invention de la microscopie ultrasensible[3].

## Plates-formes technologiques et services
Les départements de recherche bénéficient de six plates-formes technologiques :
1. Bio-informatique (plate-forme à haut débit pour la génomique comparative et structurale)
2. Biologie et génomique structurales (identification et modélisation de molécules)
3. Centre d'imagerie (microscopie électronique, optique et confocale)
4. Biopuces et séquençage (analyse à grande échelle du transcriptome et du génome)
5. Criblage à haut débit
6. Protéomique

Ces plates-formes sont également ouvertes aux laboratoires extérieurs régionaux, nationaux et internationaux et assurent la formation d'étudiants et de scientifiques (centre d'accueil, participation à des congrès et formations).
L'institut compte divers services communs scientifiques (animalerie, baculovirus, biologie moléculaire, culture de cellules, cytométrie en flux, production de milieux, production d'anticorps monoclonaux & polyclonaux, synthèse de peptides, distribution de petits produits...) et divers services communs généraux (administration, bibliothèque, informatique, communication, services techniques d'électronique, de mécanique, de plomberie...).

## Liste des directeurs
- Pierre Chambon de 1994 à 2002
- Jean-Louis Mandel de 2002 à 2006
- Dino Moras de 2006 à 2010
- Olivier Pourquié de 2010 à 2012[2]. Professeur des universités et praticien hospitalier en biochimie et biologie moléculaire des hôpitaux universitaires de Strasbourg, Olivier Pourquié a reçu le prix 2011 de la fondation Allianz-Institut de France pour son travail de recherche sur le développement embryonnaire des muscles et des vertèbres[4].
- Brigitte Kieffer de 2012 à 2013[5]. Ancienne professeur à la faculté de Pharmacie de Strasbourg, elle intègre l'IGBMC en 2001. Directeur de recherche à l’Inserm, ses travaux en neurobiologie moléculaire s'intéressent aux comportements contrôlés par les opiacés endogènes en relation avec la clinique humaine (traitements de la douleur, des toxicomanies et de divers troubles émotionnels). Elle est récipiendaire du prix Lounsbery en 2004[6].
- Bertrand Séraphin et Yann Hérault ont été respectivement directeur et directeur adjoint de 2014 à 2019.
- Alain Beretz et Daniel Metzger ont été respectivement directeur et directeur adjoint de 2019 à 2020.
- Depuis 2020, l’Institut est dirigé par Frédéric Dardel.

## Accès
Le site est desservi par les lignes A et E du tramway de Strasbourg, arrêt Campus Illkirch et par la ligne 2 du bus urbain, arrêt Campus Illkirch.